# Laituri
Laituri (en georgiano: ლაითური) es una ciudad de Georgia situada en la región de Guria, siendo parte del municipio de Ozurgueti.

## Toponimia
Hay dos versiones sobre el origen del nombre Laituri. Según la narración, los dujoboris establecidos en el territorio de Laituri escribieron una carta al gobierno ruso del rey "Мы живём здесь, где лаят туры". (Vivimos donde ladran los tours). Por eso, más tarde, este lugar se llamó Laituri. Según el profesor Yuri Sijarulidze, después del colapso del reino de Lázica, la toponimia mingreliana en Guria fue reemplazada gradualmente por la georgiana. En este caso, Laituri debería estar relacionado con alguien noble Laitadze que poseía estos territorios. 

## Geografía
Laituri está cerca de dos ríos: Choloki y Natanebi, a 14 km de Ozurgueti.

### Clima
Laituri tiene un clima subtropical, con inviernos suaves y veranos calurosos. La temperatura media es 13,6 °C, con la media de temperatura en invierno de 4,9 °C y la de verano, 21,7 C°. 

## Historia
Los primeros asentamientos aparecieron en el actual territorio de Laituri en 1911. El gobierno del Imperio ruso reasentó a la población rusa, dujobores, aquí desde el Imperio otomano. Alrededor de quinientas familias de dujoboris, a quienes se les prestó una hectárea de tierra y odas de dos ojos, crearon dos asentamientos en esta área: Uspenskoe y Voznesenskoe .Los dujobores partieron del puerto de Poti en barco hacia Crimea, pero el enemigo hundió su barco cerca de Novorosíisk. 
Hasta 1926, se plantaron plantaciones de té en Laituri. La localidad recibió el título de asentamiento de tipo urbano en 1953.
En 1997, los antiguos territorios de la plantación de té fueron adquiridos por propietarios privados.

## Demografía
La evolución demográfica de Laituri entre 1959 y 2014 fue la siguiente:
| 5018                                            | 3396 | 5327 | 3854 | 3556 | 2697 |
| (Fuente: Population of Georgia in Soviet times) |      |      |      |      |      |

Según el censo de 2014, los georgianos representan el 95,8% de la población, los armenios un 2,5% y los rusos, el 1,6%.

## Economía
En la época soviética, se establecieron una fábrica de té y una escuela técnica agrícola estatal.

## Infraestructura

### Arquitectura, monumentos y lugares de interés
Aquí se encuentra la iglesia de Laituri, una excepción en la arquitectura bajomedieval de características circulares.

### Transporte
El pueblo se encuentra a 5 km de la estación de tren de Meria, en la línea Natanebi-Ozurgueti. 